# Ruven Davidovici
Ruven Davidovici (în rusă Рувен Давидович; n. 28 noiembrie 1930, Soroca, Basarabia, România – d. 15 februarie 2025, Vladivostok, Rusia) a fost un evreu basarabean, chimist, doctor în științe chimice și profesor sovietic și rus. Este un „Om de știință onorat” al Federației Ruse.

## Biografie
S-a născut în orașul Soroca din același județ, Basarabia (România interbelică), în familia vânzătorului de pâine Leizer Davidovici (1901-1979) și gospodinei Etl (1907-1981), după război, casier-recepționer dintr-un atelier de pantofi. Până în 1940, a studiat la o școală elementară românească și într-un heder, iar după ocuparea Basarabiei, a intrat în clasa a patra liceului evreiesc cu predare în idiș din oraș. După ce și-au pierdut slujba, părinții săi și sora lor mai mică Bronislava s-au mutat la Dondușeni, iar el a rămas să locuiască la Soroca cu rudele. Odată cu începutul celui de-al doilea război mondial, familia a fost evacuată în Lucineț, unde tatăl său a fost chemat pe front, iar Ruven împreună cu mama și sora au rămas în acest sat și, ulterior, internați în ghetou. Unii dintre prizonierii acestui ghetou au fost transferați la Botoșani cu fonduri strânse de comunitatea evreiască din România, unde au fost eliberați după război. După eliberare, Davidovici s-a întors la Soroca, unde s-a reunit cu mama și sora lui care au revenit din ghetou, iar în 1946, după demobilizare, tatăl său s-a alăturat familiei.
Din 1944 și-a continuat studiile la școala secundară rusă nr. 2 „Pușkin” la Soroca, unde a studiat cu Mihail Hazin și Alexandr Markus și unde a învățat limba rusă. În 1955 a absolvit Departamentul de Chimie al Universității de Stat din Chișinău. Prima sa lucrare de cercetare bazată pe teza sa a fost publicată în 1957.
Din 1955, s-a aflat la departamentul filialei sibiriene a Institutului sovietic de cercetări științifice în pescuit și oceanografie din Vladivostok, la început fiind cercetător în laborator, iar din 1957, cercetător principal în Laboratorul de oceanografie comercială, unde a început să activeze în hidrochimie și să elaboreze standarde pentru analiza hidrochimică a probelor de apă. A participat la expediții maritime în Pacific, precum și la expediții în zona Mării Bering, care au culminat cu mai multe publicații („Caracteristici hidrochimice ale părților sudice și sud-estice ale Mării Bering”, 1963; „Unele caracteristici ale regimului hidrochimic al Mării Bering”, 1964).
Începând cu 1958 s-a înscris la studii postuniversitare la Departamentul de Chimie al filialei siberiene a Academiei de Științe a URSS, iar după reorganizarea filialei a fost transferat la Laboratorul de chimie a metalelor rare. Teza de doctorat pe tema „Sinteza și proprietățile fizico-chimice ale fluorurilor complexe de niobiu, tantal, molibden și tungsten” a fost susținută în 1966, după care a fost numit în funcție de conducător al laboratorului metodelor de cercetare fizică în departamentul de chimie al filialei orientale a Academiei de Științe a Uniunii Sovietice, apoi, la laboratorul de chimie a compușilor complexi în aceeași instituție (1970). Munca experimentală în acest laborator a dus la publicarea a trei atlasuri de cercetare fizică și chimică a compușilor complexi. În 1993 și-a susținut disertația de doctorat pe tema „Stereochimia și regularitatea formării fluorurilor complexe ale metalelor de tranziție din grupele IV-V și uranil”.
În 1985, Laboratorul de chimie a compușilor complexi a fost redenumit în Laboratorul de chimie al metalelor rare, pe care Davidovici l-a condus între anii 1971-2001.